# Halammohydra intermedia
Halammohydra intermedia är en nässeldjursart som beskrevs av Clausen 1967. Halammohydra intermedia ingår i släktet Halammohydra och familjen Halammohydridae. Arten är reproducerande i Sverige. Inga underarter finns listade i Catalogue of Life.